# أردوين اللومباردي
أردوين كان نبيلًا لومبارديًا من المتحدثين باليونانية والذي حارب لصالح البيزنطيين في صقلية ومن ثم لينقلب ضدهم كقائد لمرتزقة نورمان.